# Chigny-les-Roses
Chigny-les-Roses ist eine französische Gemeinde mit 525 Einwohnern (Stand: 1. Januar 2022) im Département Marne in der Region Grand Est (bis 2015 Champagne-Ardenne). Sie gehört zum Arrondissement Reims und zum Gemeindeverband Grand Reims.

## Geografie

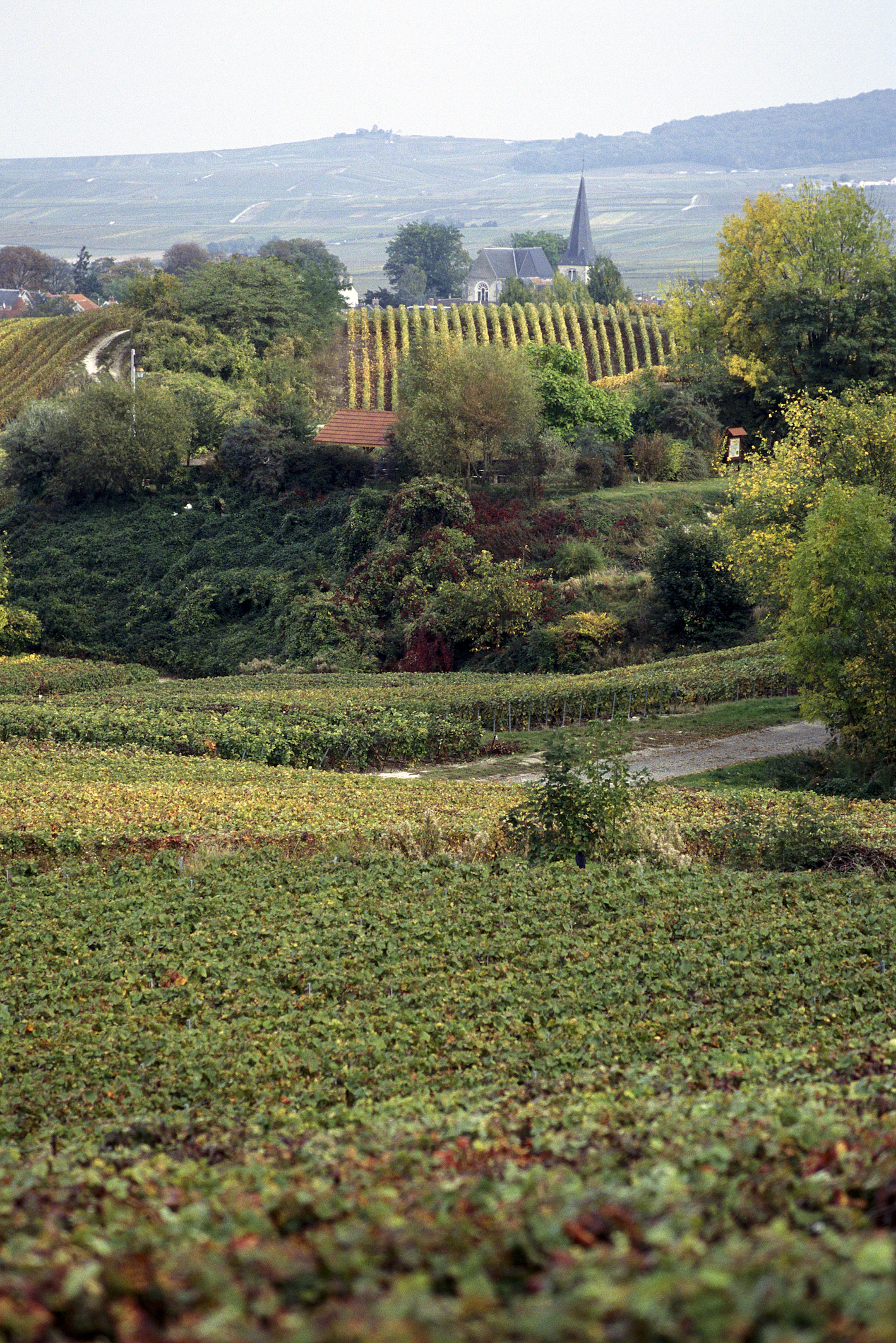
Blick über die Reben nach Chigny-les-Roses, im Hintergrund die Montagne de Reims

Die Gemeinde Chigny-les-Roses liegt zwölf Kilometer südlich der Großstadt Reims am Fuß der Montagne de Reims im gleichnamigen Regionalen Naturpark Montagne de Reims. Umgeben wird Chigny-les-Roses von den Nachbargemeinden Ludes im Nordosten und Osten, Ville-en-Selve im Süden sowie Rilly-la-Montagne im Westen.

## Geschichte
Zwischen 1790 und Ende des 19. Jahrhunderts wurden in Chigny-les-Roses hochwertige Fayencen produziert.
Auf Bitten von Louise Pommery wurde die Gemeinde vom Präsidenten Émile Loubet – einem Rosenliebhaber – im Jahr 1902 von Chigny bzw. Chigny-la-Montagne nach Chigny-les-Roses umbenannt.

### Bevölkerungsentwicklung
| Jahr      | 1962 | 1968 | 1975 | 1982 | 1990 | 1999 | 2006 | 2018 |
| Einwohner | 522  | 525  | 570  | 602  | 573  | 530  | 520  | 356  |

Im Jahr 1911 wurde mit 665 Bewohnern die bisher höchste Einwohnerzahl ermittelt. Die Zahlen basieren auf den Daten von cassini.ehess und INSEE.

## Sehenswürdigkeiten

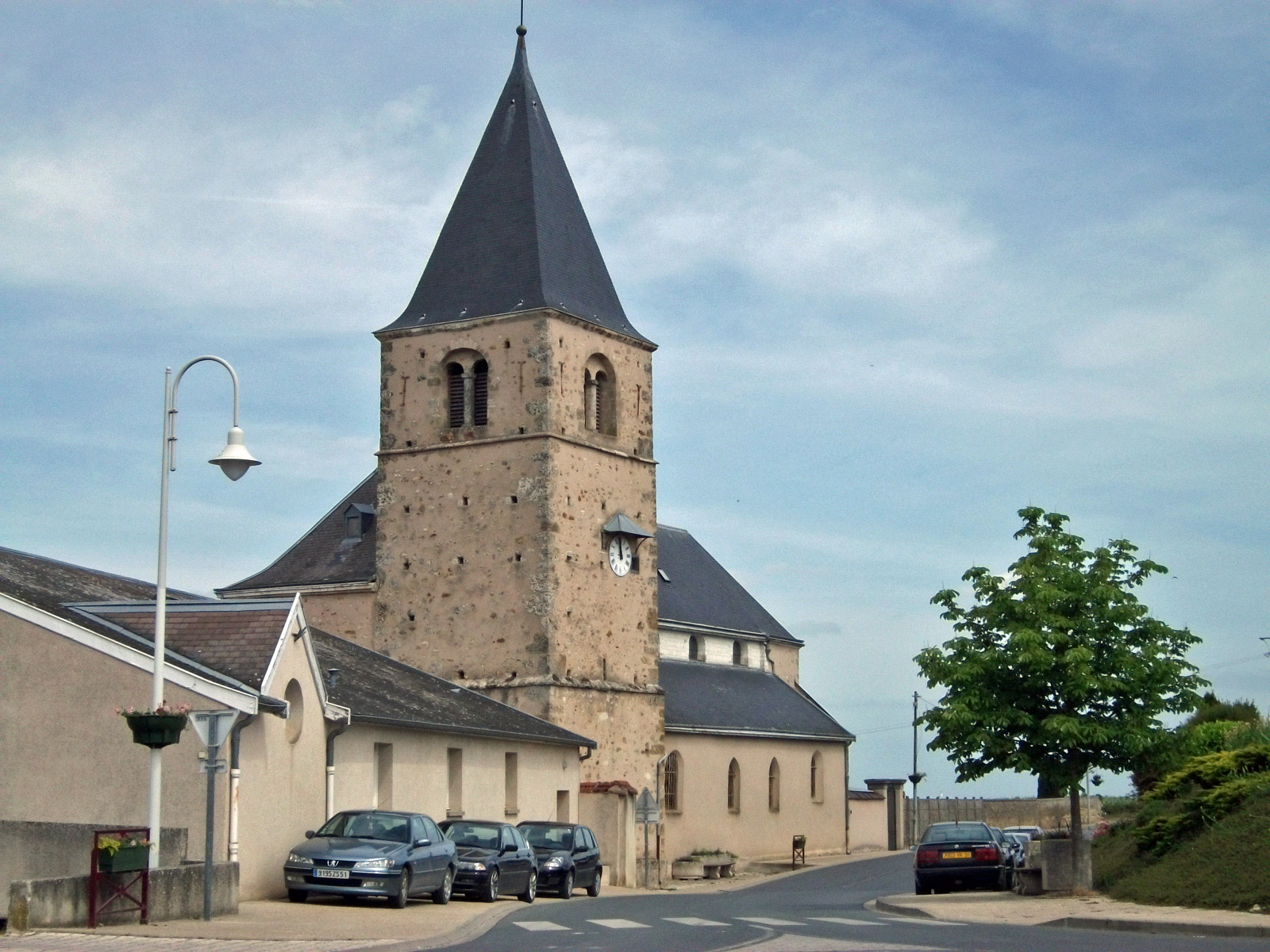
Kirche Saint-Nicolas
- Schloss Chigny-les-Roses
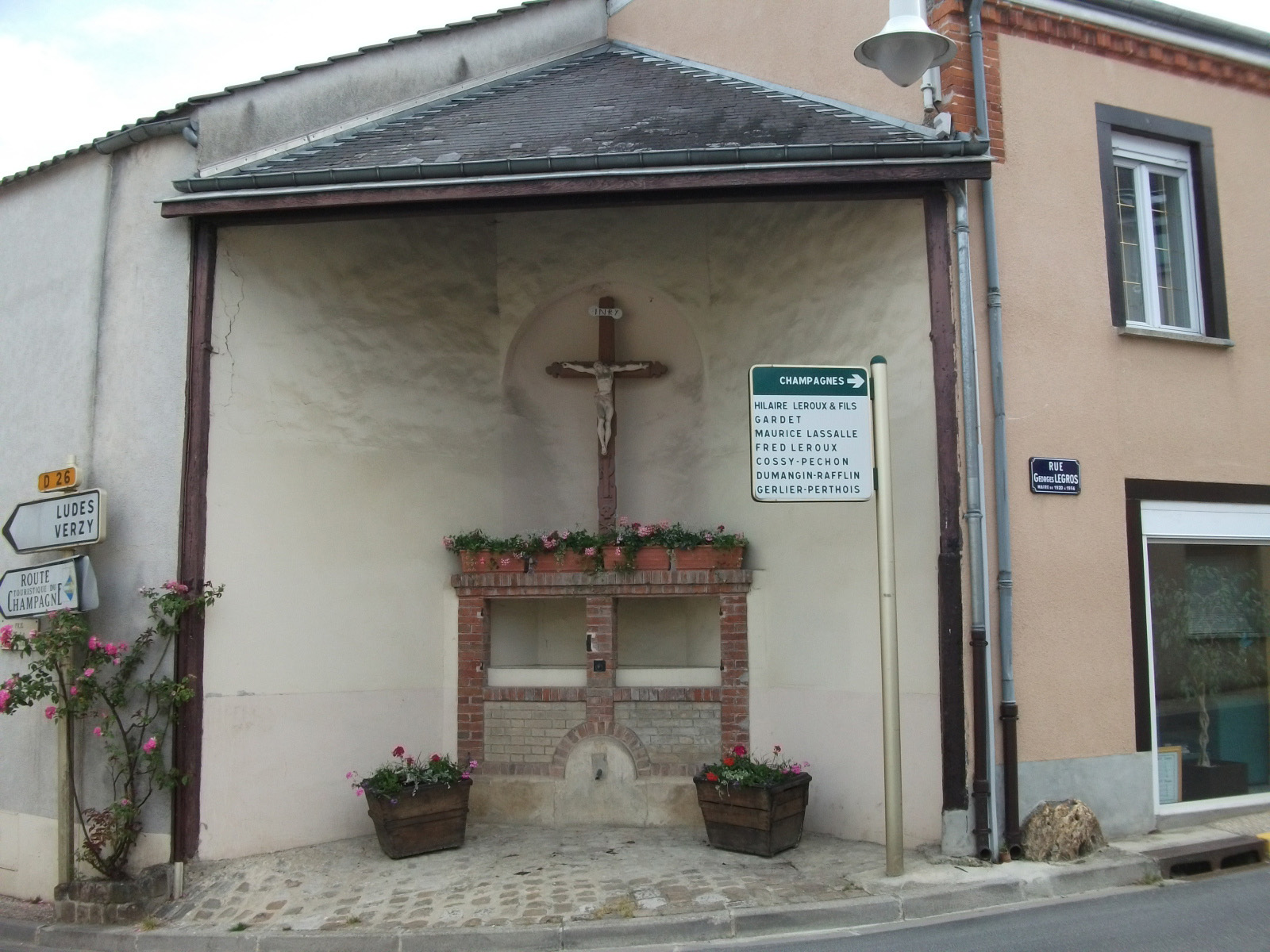
Calvaire
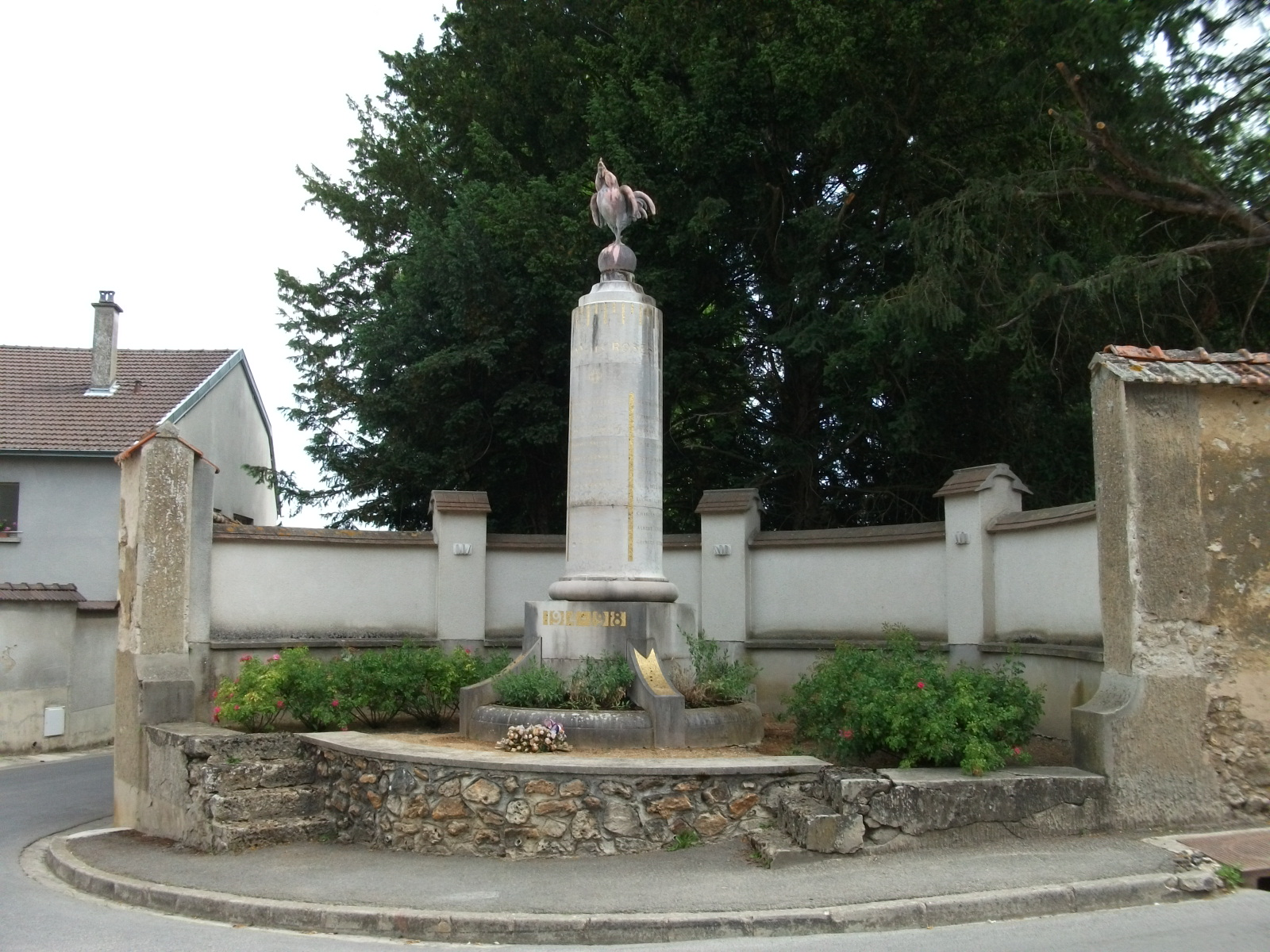
Gefallenendenkmal

- Kirche Saint-Nicolas
- Calvaire
- Gefallenendenkmal

## Wirtschaft
Der Haupterwerbszweig der Bewohner ist der Weinbau. In der Gemeinde gibt es 175 Winzer. Die Winzergenossenschaft von Chigny-les-Roses wurde im Jahr 1953 gegründet. In einem 2.360 Hektar umfassenden Teil der Appellation Montagne de Reims, einer Appellation d’Origine Contrôlée werden die drei Rebsorten Pinot Noir, Pinot Meunier und Chardonnay kultiviert. Einige Lagen sind als Premier Cru klassifiziert. Die Trauben werden zu Champagner verarbeitet.
Neben den zahlreichen Winzern gibt es in der Gemeinde einen Landwirtschaftsbetrieb, der Getreide anbaut.
Nördlich der Gemeinde verläuft die Autoroute A4.

## Belege
1. ↑  Geschichte auf chignylesroses.fr (französisch)
2. ↑  Geschichte der Gemeinde auf chignylesroses.fr (französisch)
3. ↑  Ortsname auf cassini.ehess.fr
4. ↑  Chigny-les-Roses auf cassini.ehess
5. ↑  Chigny-les-Roses auf INSEE
6. ↑  Gemeindepräsentation (französisch)
7. ↑  Winzer- und Landwirtschaftsbetriebe in Chigny-les-Roses (französisch)